# Uncut Femmes
«Uncut Femmes» (titulado «Mujeres delincuentes» en Hispanoamérica y «Mujeres sin cortar» en España) es el decimoséptimo episodio de la trigésimasegunda temporada de la serie de televisión de animación estadounidense Los Simpson, y el episodio 701 en total. Se emitió en Estados Unidos en Fox el 28 de marzo de 2021. El episodio fue dirigido por Chris Clements, y escrito por Christine Nangle.
En este episodio, Marge participa en un atraco a una joyería, y la esposa del Jefe Wiggum, Sarah, recibe un retcon y cambio de voz para este episodio por ser una prostituta ex criminal. Nick Offerman, Natasha Rothwell y Tiya Sircar aparecen como estrellas invitadas. El músico Bob Seger aparece como él mismo. El episodio fue visto en directo en Estados Unidos por 1,22 millones de espectadores y recibió críticas mixtas.

## Trama
Tras descubrir algo terrible en la central nuclear, Waylon Smithers soborna a Carl para que mantenga en secreto lo que ha descubierto regalándole entradas para un concierto de Bob Seger. Invita a Homer a unirse a él y deja a Marge como acompañante en una excursión a un acorazado de la Segunda Guerra Mundial, para consternación de ella.
En la excursión, Marge forma pareja con la aparentemente aburrida Sarah Wiggum. Después de que esta última engañe a los niños para que se acuesten pronto, Marge se da cuenta de que Sarah no es quien parece y está ocultando a las otras madres su personalidad bulliciosa y malcriada. Pronto, las dos son secuestradas después de pasar toda la noche juntas, y Marge y Sarah se encuentran en la guarida de dos mujeres con las que Sarah, sorprendentemente, solía prosperar; Sarah era el «honeypot» del equipo, que seducía a los hombres para distraerlos de sus atracos.
Las otras ladronas, Erin y Bette, explican cómo, mientras ellas y Sarah estaban atracando un museo en el que estaba de guardia el jefe Clancy Wiggum, el cuarto miembro de su equipo —Lindsay Naegle— las traicionó e hizo que las detuvieran. Sin embargo, Sarah se libra de esa suerte por haberse enamorado y acostado con Wiggum. Las mujeres traman robar el Diamante Reloj de Arena a su traidor, que asiste a la prestigiosa Gala Gen. Marge resulta ser útil en la planificación, señalando que la mayoría de las entradas estarán bloqueadas por famosos, fans y paparazzi y que necesitarán trajes elegantes para pasar desapercibidas, así que la reclutan para el atraco.
Mientras tanto, Homer y Wiggum se encuentran en el concierto, donde Seger les regaña por haber roto sus promesas a sus esposas. Sintiendo remordimientos, regresan al acorazado sólo para enterarse del secuestro, con Ralph como único testigo. Wiggum y Homer se enfrentan a Fat Tony, acusándole de secuestrar a sus esposas, pero él lo niega y sugiere que la desaparición de ambas puede tener algo que ver con el egoísmo y el despiste de sus maridos. Dejando a Ralph al cuidado temporal del Gordo Tony, Wiggum y Homer buscan a sus esposas mientras se dan cuenta de que no las conocen muy bien, pero entonces ven por televisión a Marge y Sarah asistiendo a la gala.
Las cuatro mujeres ejecutan el atraco a la perfección hasta que Naegle se da cuenta de que le han robado y llama a la policía. Mientras Marge y Sarah intentan huir, Homer y Wiggum llaman a sus esposas a través de un megáfono para disculparse. Al intentar acallar los fuertes gritos de Wiggum pidiendo su nombre, Sarah le derriba al suelo, revelando así su verdadera personalidad a un sorprendido Wiggum. Al intentar detener a Marge y a la propia Sarah, Naegle acaba cayendo por la gran cantidad de escaleras y es desenmascarada por Erin y Bette y arrestada por robar joyas de otras mujeres, lo que permite a Marge y Sarah escapar públicamente con la joya, para sorpresa de Patty y Selma y sus amigas que están viendo la gala de vuelta en la casa de los Simpson.
Durante los créditos, Wiggum y Sarah tienen sexo en la gala después de que ella le cuente toda la historia de su pasado. Wiggum se da cuenta entonces de que se ha olvidado de Ralph, que sigue estrechando lazos con Tony el Gordo en actividades paterno-filiales.

## Producción

### Reparto
Nick Offerman retomó su papel de Capitán Bowditch. Offerman apareció por primera vez en este papel en el episodio de la vigésimo sexta temporada «El naufragio de la relación». Su mujer, Megan Mullally, interpreta a Sarah Wiggum. Sarah Wiggum es interpretada normalmente por Pamela Hayden. El músico Bob Seger apareció como él mismo. Seger declaró que era un fanático del programa.
Además, Tony Rodríguez empezó a poner voz a Julio en este episodio después de que Mario José lo hiciera en el episodio «Diary Queen» de esta misma temporada. Drew Mackie, presentador del podcast Gayest Episode Ever, publicó en enero de 2021 un supercorte de chistes LGBTQ en Los Simpson en el que aparecía Julio. Rodríguez, invitado habitual del podcast, publicó su propio vídeo en febrero para ser elegido como Julio. El productor ejecutivo Matt Selman vio ambos vídeos, y Rodríguez fue recomendado por Christine Nangle, que escribió este episodio y fue compañera de Rodríguez en Upright Citizens Brigade. Hank Azaria, que anteriormente había puesto voz a Julio, ya había grabado sus líneas para el episodio, por lo que Rodríguez sólo pudo grabar sobre sus líneas, pero se le permitiría actuar con más libertad en futuros episodios.

## Recepción

### Audiencia
En Estados Unidos, el episodio fue visto en directo por 1,22 millones de espectadores.

### Respuesta de la crítica
Tony Sokol de Den of Geek dijo: «"Uncut Femmes" es una sátira cinematográfica divertida y juguetona. Captura el suspense, el romance, el glamour y el ritmo de una película de atracos, pero le pone el toque de Los Simpson. Marge se luce en lo inesperado, consigue limpiar la casa al mismo tiempo y hace que Homer se entienda. Los ladrones se salen con la suya, y nada cambiará. Como tantos crímenes en Springfield, tiene al jefe Wiggum en el caso, y eso es como no tener a nadie». También le dio al episodio cuatro de cinco estrellas. Jesse Bereta de Bubbleblabber dio al episodio un 8 de 10. Elogió la actuación de Megan Mullally como Sarah Wiggum. Elogió la actuación de Megan Mullally como Sarah Wiggum. También destacó la relación entre Ralph y Fat Tony.

### Continuidad reconfigurada
En una serie de tweets borrados desde entonces en los que respondía a las preguntas de los fanáticos, el director de la serie Matt Selman abordó tanto el cambio en la personalidad de Sarah Wiggum como el uso de la estrella invitada Megan Mullally en lugar de la intérprete habitual Pamela Hayden. También explicó su punto de vista sobre los episodios únicos y sobre la continuidad de Los Simpson en general, en una entrevista con IGN: «No estamos diciendo que esta sea la continuidad oficial, y que ninguna de esas otras cosas haya sucedido. Sólo decimos que, en este episodio, es una forma tonta de presentar la vida del personaje. No significa que los episodios queridos de la gente del pasado no hayan sucedido. Todos ocurrieron en su mundo imaginario y la gente puede elegir la versión que más le guste».